# Fimbristylis gentarea
Fimbristylis gentarea är en halvgräsart som beskrevs av Ethirajalu Govindarajalu. Fimbristylis gentarea ingår i släktet Fimbristylis och familjen halvgräs. Inga underarter finns listade i Catalogue of Life.